# Die Desintegrationsmaschine
Die Desintegrationsmaschine (im Original: The Disintegration Machine oder auch The Man Who Would Wreck the World) ist eine 1929 erschienene Kurzgeschichte des britischen Schriftstellers Sir Arthur Conan Doyle. Im Zentrum der Erzählung steht eine geheimnisvolle Desintegrationsmaschine, die England bedroht.
Diese dritte Folge der Challenger Stories gehört zu den früheren Science-Fiction-Romanen in englischer Sprache, greift jedoch zugleich auch Elemente des Abenteuerromans auf.

## Handlung im Überblick
Professor Challenger wird von seinem jüngeren Freund Malone, der immer noch als Zeitungsreporter tätig ist, vorgeschlagen, den Wissenschaftler Theodore Nemor zu besuchen, der ein Gerät konstruiert haben soll, das es erlaubt, Objekte zu zerstrahlen und wieder zusammenzusetzen. So suchen sie das Haus des Nemor, White Friars Mansions in Hampstead, auf.
Malone und Challenger werden vom Potenzial der Maschine überzeugt, nachdem Malone zerstrahlt und kurz darauf wieder zusammengesetzt wird. Auch Professor Challenger unterzieht sich der Prozedur, gerät jedoch in Rage, als bei der Restrukturierung sein gewaltiger Bart fehlt, er droht Nemor zu erwürgen, der daher schleunigst seinen Bart wieder rekonstruiert.
Die drei Männer diskutieren dann die potenziellen Effekte der Maschine und kommen zu dem Schluss, dass sie als verheerende Massenvernichtungswaffe eingesetzt werden könnte. Dr. Nemor offenbart, dass er einer namentlich nicht erwähnten europäischen Macht die exklusiven Rechte an der Erfindung verkauft hat.
Die britische Regierung habe ihre Chance auf die Waffe jedoch verloren und damit möglicherweise auch ihr Imperium, was Nemor für ihre eigene Schuld hält.
Nachdem Nemor weiter ausführt, dass das Geheimnis der Waffe sicher in seinem Kopf bewahrt sei und einige andere die Konstruktionspläne nur teilweise kennen, beschließt Challenger zu handeln:
Er verführt Dr. Nemor auf dem Sessel der Desintegrationsmaschine Platz zu nehmen, und mit dem Umlegen des Schalters zerfällt der Doktor. Danach schützt Professor Challenger gegenüber Malone vor, vergessen zu haben, welcher Schalter betätigt werden muss, um den Körper wiederherzustellen. Er schließt mit den Worten:

„Die erste Pflicht des gesetzestreuen Bürgers ist es, Morde zu verhindern. Das habe ich getan. Genug jetzt, Malone, genug!“